# Fleming Bay
Fleming Bay es una localidad situada en Esquimalt, municipio adyacente a la ciudad de Victoria, capital de la Columbia Británica, Canadá. Fleming Bay es una de las entradas a Macaulay Point y Buxton Green.
Fleming Bay tiene grandes acantilados de roca que son populares entre los escaladores de montaña, y está protegida del mar por Breakwater, un enorme rompeolas.
En Fleming Bay hay una gran grada para arrastrar barcos por la  dársena de cola, con la colaboración de la Esquimalt Anglers Association.